# サンドラ・ファーマー＝パトリック
サンドラ・ファーマー＝パトリック（Sandra Farmer-Patrick、1962年8月18日 - ）は、アメリカ合衆国の元陸上競技選手である。キングストン出身で、かつてはジャマイカ代表として国際大会に出場していた。
1992年に開催された1992年バルセロナオリンピックの400mハードルでは、サリー・ガネル（イギリス）に次いで銀メダルを獲得した。翌年の世界陸上でもガネルに敗れ、雪辱はならなかったものの、決勝で記録した52秒79は、当時マリナ・ステパノワ（ソ連）が保持していた世界記録52秒94を上回る好記録であった。これは2015年1月現在でも世界歴代9位の記録である。

## 主な成績
| 年   | 大会                     | 場所                           | 種目         | 結果 | 記録   |
| ---- | ------------------------ | ------------------------------ | ------------ | ---- | ------ |
| 1984 | オリンピック             | ロサンゼルス（アメリカ合衆国） | 400mハードル | 8位  | 57秒15 |
| 1987 | 世界陸上競技選手権大会   | ローマ（イタリア）             | 400mハードル | 4位  | 54秒38 |
| 1991 | 世界陸上競技選手権大会   | 東京（日本）                   | 400mハードル | 4位  | 53秒95 |
| 1992 | オリンピック             | バルセロナ（スペイン）         | 400mハードル | 2位  | 53秒69 |
| 1992 | IAAF陸上ワールドカップ   | ハバナ（キューバ）             | 400mハードル | 1位  | 55秒38 |
| 1993 | 世界陸上競技選手権大会   | シュトゥットガルト（ドイツ）   | 400mハードル | 2位  | 52秒79 |
| 1993 | IAAFグランプリファイナル | ロンドン（イギリス）           | 400mハードル | 1位  | 53秒69 |
| 1995 | IAAFグランプリファイナル | モンテカルロ（モナコ）         | 400mハードル | 4位  | 54秒61 |

## 記録
- 400mハードル － 52秒79 （1993年8月19日）